# بيرغر راسموسن
بيرغر راسموسن (بالنرويجية البوكمول: Birger Rasmussen)‏ هو شخصية أعمال نرويجي، ولد في 23 أغسطس 1920 في درامن في النرويج، وتوفي في 6 ديسمبر 2007.

## روابط خارجية
- بيرغر راسموسن على موقع IMDb (الإنجليزية)